# 小行星2382
小行星2382（2382 Nonie）是一颗围绕太阳公转的小行星。1977年4月13日，珀斯天文台在珀斯天文台发现了此天体。
該小行星以天文台職員彼得·傑卡布森（Peter Jekabsons）的女兒諾妮（Nonie）命名。
这颗小行星的绝对星等为66.90352701324223等。